# Dichaea glauca
Dichaea glauca (Sw.) Lindl. 1833  es una especie de orquídeas epífitas o terrestre (litófita). Es originaria de América. Pluma de Indio, así conocida en México. 

## Distribución y hábitat
Se encuentra debajo de los árboles que se encuentran en las Indias Occidentales, así como al sur de México hasta Costa Rica en los bosques húmedos y mojadas plantaciones de café a elevaciones de 500 a 2400 metros de altura.

## Descripción
Es una especie herbácea robusta, de tamaño pequeño a grande, erecta o arqueada, que prefiere el clima caliente, en ocasiones epífitas o terrestre (litófita) , con tallos erguidos envuelto por vainas, las hojas  glaucas, caducas, oblongo-elípticas, agudas, poco mucronadas y que florece en la primavera en una inflorescencia axilar de 2.5 cm de largo, con  flores solitarias con brácteas aovadas amplias y muy fragantes que se aparecen cerca de las hojas y tallo. 

## Nombre común
- Inglés: "Shiney blue-green dichaea"

## Sinonimia
- Cymbidium glaucum Sw. 1799
- Dichaea oerstedii Rchb.f. 1855
- Dichaea willdenowiana Kraenzl. 1923
- Dichaeopsis glauca (Sw.) Schltr. 1918
- Dichaeopsis oerstedii (Rchb.f.) Schltr. 1918
- Epidendrum glaucum Sw. 1788
- Epithecia glauca Schltr. 1838
- Epithecia oerstedii (Rchb.f.) Schltr. 1914
- Prosthechea glauca (Sw.) Knowles & Westc. 1838[1]